# Lüner SV
Luner SV is een Duitse voetbalclub uit Lünen. De Lüner sportclub heeft tevens afdelingen voor handbal, judo, volleybal, gymnastiek en tennis.
De grootste successen van de club werden bereikt in de jaren 60 en 70, toen het meerdere malen uitkwam in de een na hoogste Duitse voetbal klasse. Zo werd LSV in de zomer van 1963 kampioen van de deelstaat Westfalen en later West-Duitse kampioen, waarmee promotie naar de Regionalliga werd verzekerd. Na een degradatie en opnieuw een promotie naar dezelfde afdeling volgde tussen seizoen 1967-1968 seizoen en het seizoen 1972-1973, zes jaar in de regionale competitie. Belangrijk in de geschiedenis van de club zijn lokale derby's tegen Borussia Dortmund in het laatste seizoen in de regionalliga.
Met uitzondering van het seizoen 1981-82 in de Amateur-Oberliga Westfalen Amateur wist de club lange tijd geen verdere successen te behalen en speelde vele jaren Verbands- en Landesliga.
Alleen in 2000 was er weer een succes voor de club. Ze promoveerde naar de Oberliga, waaruit het echter vier jaar later weer degradeerde.

## Stadion
De Luner SV speelt in de Kampfbahn Schwansbell, dat is gelegen ten oosten van het centrum, vlak bij het kasteel Schwansbell. Dit voetbalstadion heeft 10.000 zitplaatsen, met een overdekte tribune. In 2010 zal in Schwansbell, voor 1,7 miljoen euro verbouwd worden. Er komen een nieuw kunstgrasveld met atletiekbaan, een tribune met verlichting en nieuwe kleedkamers en toiletten.

## Eindklasseringen vanaf 1964
| Seizoen | Competitie                     | Niveau | Eindstand | DFB Pokal | Opmerking |
| ------- | ------------------------------ | ------ | --------- | --------- | --- |
| 1963/64 | Regionalliga West              | II     | 20        | --        | |
| 1964/65 | Verbandsliga Westfalen Südwest | III    | 2         | --        | |
| 1965/66 | Verbandsliga Westfalen Südwest | III    | 3         | --        | |
| 1966/67 | Verbandsliga Westfalen Südwest | III    | 1         | --        | play-off kampioenschap Westfalen > SpVgg Erkenschwick, 0-0 ;1e in promotieserie met VfB Bottrop, SC Fortuna Köln en SpVgg Erkenschwick. |
| 1967/68 | Regionalliga West              | II     | 8         | --        | |
| 1968/69 | Regionalliga West              | II     | 10        | --        | |
| 1969/70 | Regionalliga West              | II     | 6         | --        | |
| 1970/71 | Regionalliga West              | II     | 14        | --        | |
| 1971/72 | Regionalliga West              | II     | 15        | --        | |
| 1972/73 | Regionalliga West              | II     | 18        | --        | |
| 1973/74 | Verbandsliga Westfalen Südwest | III    | 3         | --        | |
| 1974/75 | Verbandsliga Westfalen Südwest | III    | 6         | --        | |
| 1975/76 | Verbandsliga Westfalen Südwest | III    | 3         | --        | |
| 1976/77 | Verbandsliga Westfalen Südwest | III    | 18        | 1e ronde  | < SG Ellingen, 0-1 n.v. |
| 1977/78 | Landesliga Westfalen-3         | IV     | 1         | --        | |
| 1978/79 | Verbandsliga Westfalen Nordost | IV     | 10        | --        | |
| 1979/80 | Verbandsliga Westfalen Südwest | IV     | 11        | 2e ronde  | < BV 08 Lüttringhausen, 1-4 |
| 1980/81 | Verbandsliga Westfalen Südwest | IV     | 1         | --        | |
| 1981/82 | Oberliga Westfalen             | III    | 19        | --        | |
| 1982/83 | Verbandsliga Westfalen Südwest | IV     | 14        | --        | |
| 1983/84 | Verbandsliga Westfalen Südwest | IV     | 14        | --        | |
| 1984/85 | Verbandsliga Westfalen Südwest | IV     | 9         | --        | |
| 1985/86 | Verbandsliga Westfalen Südwest | IV     | 10        | --        | |
| 1986/87 | Verbandsliga Westfalen Südwest | IV     | 6         | --        | |
| 1987/88 | Verbandsliga Westfalen Südwest | IV     | 9         | --        | |
| 1988/89 | Verbandsliga Westfalen Südwest | IV     | 15        | --        | |
| 1989/90 | Landesliga Westfalen-4         | V      | 3         | --        | |
| 1990/91 | Landesliga Westfalen-4         | V      | 14        | --        | |
| 1991/92 | Landesliga Westfalen-3         | V      | 3         | --        | |
| 1992/93 | Landesliga Westfalen-3         | V      | 7         | --        | |
| 1993/94 | Landesliga Westfalen-3         | V      | 2         | --        | invoering Regionalliga |
| 1994/95 | Landesliga Westfalen-3         | VI     | 7         | --        | |
| 1995/96 | Landesliga Westfalen-3         | VI     | 2         | --        | |
| 1996/97 | Landesliga Westfalen-3         | VI     | 4         | --        | |
| 1997/98 | Landesliga Westfalen-3         | VI     | 2         | --        | play-off voor 2e plaats > FV Hombruch, 1-0; 1e plaats in promotieserie                                                                  |
| 1998/99 | Verbandsliga Westfalen Nordost | V      | 9         | --        | |
| 1999/00 | Verbandsliga Westfalen Nordost | V      | 1         | --        | |
| 2000/01 | Oberliga Westfalen             | IV     | 9         | --        | |
| 2001/02 | Oberliga Westfalen             | IV     | 10        | --        | |
| 2002/03 | Oberliga Westfalen             | IV     | 13        | --        | |
| 2003/04 | Oberliga Westfalen             | IV     | 18        | --        | |
| 2004/05 | Verbandsliga Westfalen-1       | V      | 6         | --        | |
| 2005/06 | Verbandsliga Westfalen-1       | V      | 3         | --        | |
| 2006/07 | Verbandsliga Westfalen-1       | V      | 14        | --        | |
| 2007/08 | Verbandsliga Westfalen-1       | V      | 14        | --        | |
| 2008/09 | Landesliga Westfalen-5         | VII    | 10        | --        | invoering 3. Liga |
| 2009/10 | Landesliga Westfalen-5         | VII    | 14        | --        | |
| 2010/11 | Bezirksliga Westfalen-8        | VIII   | 2         | --        | |
| 2011/12 | Bezirksliga Westfalen-8        | VIII   | 1         | --        | |
| 2012/13 | Landesliga Westfalen-3         | VII    | 7         | --        | |
| 2013/14 | Landesliga Westfalen-3         | VII    | 4         | --        | |
| 2014/15 | Landesliga Westfalen-4         | VII    | 10        | --        | |
| 2015/16 | Landesliga Westfalen-3         | VII    | 1         | --        | |
| 2016/17 | Westfalenliga-2                | VI     | 6         | --        | |
| 2017/18 | Westfalenliga-2                | VI     | 8         | --        | |
| 2018/19 | Westfalenliga-2                | VI     | 8         | --        | |
| 2019/20 | Westfalenliga-2                | VI     | 13        | --        | competitie afgebroken i.v.m. coronapandemie                                                                                             |
| 2020/21 | Westfalenliga-1                | VI     | --        | --        | competitie afgebroken i.v.m. coronapandemie geen eindstand                                                                              |
| 2021/22 | Westfalenliga-1                | VI     | 9         | --        | |
| 2022/23 | Westfalenliga-1                | VI     | 6         | --        | |
| 2023/24 | Westfalenliga-2                | VI     | 7         | --        | |
| 2024/25 | Westfalenliga-2                | VI     | 14        | --        | |

## Voormalige spelers
- Helmut Bracht
- Walter Liebich
- Dieter Zorc
- Mario Plechaty
- David Solga

## PEC Zwolle
Een groep supporters van Lüner SV heeft goed contact met een groep supporters uit partnerstad Zwolle. Het is bekend dat een groep supporters van PEC Zwolle een wedstrijd bezocht heeft van de club.